# Jacob Fabricius
Jacob Fabricius (født 1970) er en dansk kurator og kunstfaglig direktør ved Kunsthal Aarhus. Fabricius har tidligere været direktør for Kunsthal Charlottenborg fra 2013-2015 og før det Malmö Konsthall fra 2008-2012 og kurator ved Centre d'Art Santa Monica, Barcelona fra 2005-2007.
Som uafhængig kurator står han bag udstillingsprojekter som Momentum Biennalen (1999) og Contour 2013: 6th Biennial of Moving Image, KBH Kunsthal (2005-2006), forlaget Pork Salad Press og avisen Old News.
 Der er for få eller ingen kildehenvisninger i denne artikel, hvilket er et problem. Du kan hjælpe ved at angive troværdige kilder til de påstande, som fremføres i artiklen.